# Weta géant
Deinacrida
Genre
L'expression wētā géant (ou wētā punga) désigne plusieurs espèces d'insectes orthoptères de la famille des Anostostomatidae : des weta du genre Deinacrida, endémiques de la Nouvelle-Zélande et représentent des exemples de gigantisme insulaire.

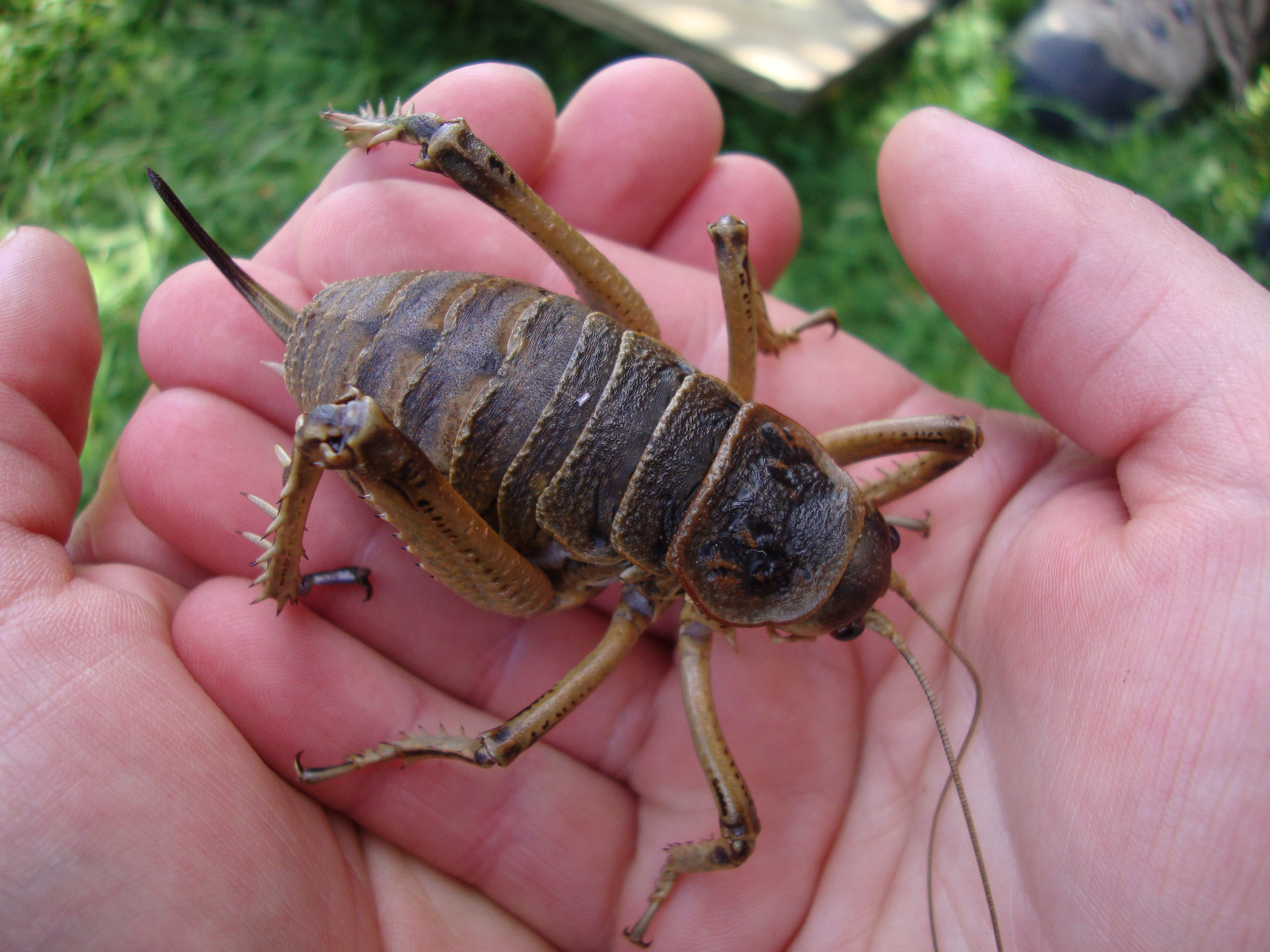
Deinacrida rugosa

Onze espèces de wētā géants ont été recensées et la plupart d'entre elles sont plus grosses que les autres weta, qui font déjà partie des grands insectes. Les plus grosses espèces peuvent atteindre 10 cm (sans compter les pattes et les antennes) pour une masse ne dépassant généralement pas 35 g. Les wētā géants sont généralement moins sociaux et plus passifs que les autres wētā. On les trouve principalement sur les îles périphériques de Nouvelle-Zélande, car sur les îles principales ils ont été quasiment exterminés par les mammifères prédateurs introduits par l'Homme, en particulier les kiorés.
L'espèce présentant les individus les plus grands est Deinacrida heteracantha, également connue sous le nom maori de wetapunga, en référence à Punga, entre autres le dieu des choses laides. En 2011, une femelle de cette espèce a été capturée : elle avait une masse d'environ 70 g ce qui en fait l'un des insectes le plus pesants recensés au monde (avec le scarabée Goliath).

## Liste des espèces
- Deinacrida carinata
- Deinacrida connectens
- Deinacrida elegans
- Deinacrida fallai
- Deinacrida heteracantha
- Deinacrida mahoenui
- Deinacrida parva
- Deinacrida pluvialis
- Deinacrida rugosa
- Deinacrida talpa
- Deinacrida tibiospina